# Disocactus
Disocactus  este un gen de cactus Epifit originar din Mexic si America de Sud.

## Specii
- Disocactus ackermannii
- Disocactus aurantiacus
- Disocactus cinnabarinus
- Disocactus flagelliformis
- Disocactus ×hybridus
- Disocactus kimnachii
- Disocactus martianus
- Disocactus phyllanthoides
- Disocactus schrankii
- Disocactus speciosus

etc.